# Kungliga Akademien i Åbo

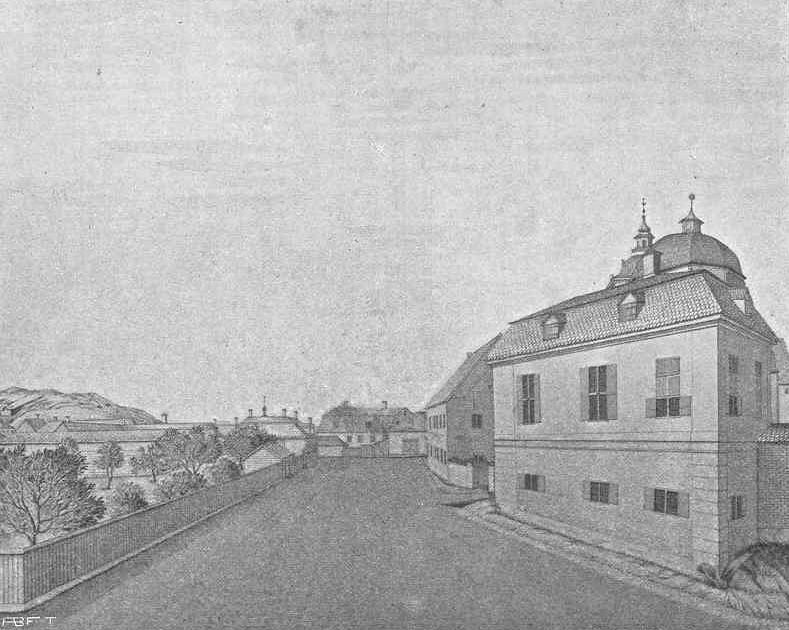
Akademitorget i Åbo 1795. Till höger anatomihuset och bakom det huvudbyggnaden och Domkyrkan. Till vänster tomten där nya (nu gamla) akademihuset byggdes.

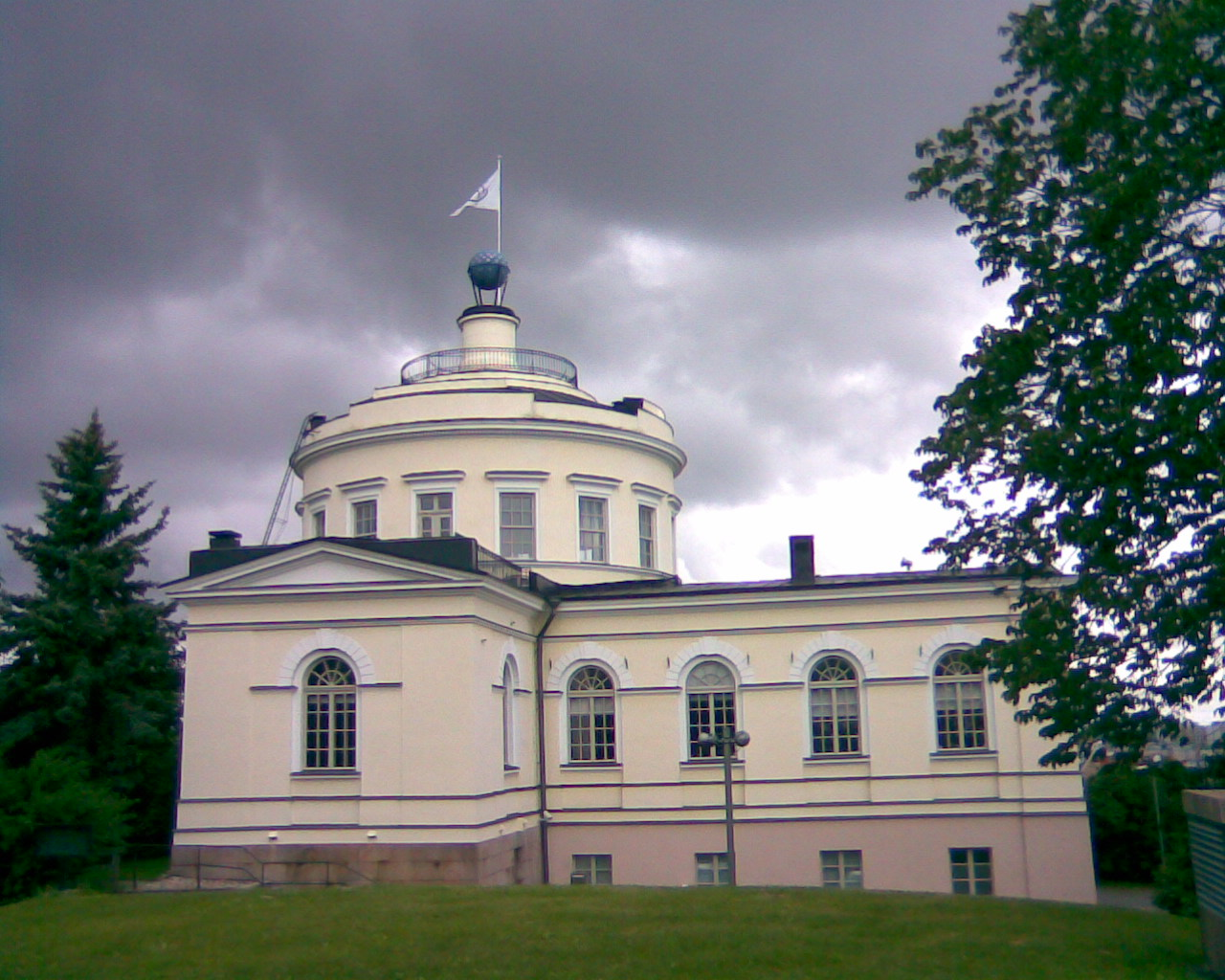
Åbo gamla observatorium på Vårdberget från 1819, ritat av Carl Ludvig Engel.

Kungliga Akademien i Åbo grundades den 26 mars 1640 och var det tredje (Uppsala 1477, Dorpat 1632, Greifswald (grundlagt 1456, svenskt 1648–1815) och Lund 1666) av de fem svenska riksuniversiteten under stormaktstiden. Universitetet hade fyra fakulteter och undervisningsspråket var latin. Liksom i det övriga europeiska universitetssystemet inledde studenterna studierna vid den filosofiska fakulteten och specialiserade sig sedan vid den teologiska, juridiska eller den medicinska fakulteten. Undervisningen och forskningen vid akademien var starkt knuten till den lutherska teologin och den europeiska humanismen. Universitetets uppgift var främst att utbilda präster, tjänstemän, läkare och officerare. Under stormaktstiden hade Kungliga Akademien ungefär 250 studenter.
Efter Finska kriget fick akademien 1808 namnet Kejserliga Akademien och 1828, efter Åbo brand, flyttades det till Helsingfors och fick namnet Kejserliga Alexander-universitetet. Sedan Finlands självständighet 1917 är namnet Helsingfors universitet.
Kungliga Akademien bör inte förväxlas med Åbo Akademi grundat 1918 eller Åbo universitet grundat 1920, även om också dessa räknar sig som arvtagare till akademien.

## Rektorer vid Kungliga akademien
Liksom vid Uppsala universitet valdes rektor bland universitetets ordinarie professorer för en kortare period. Rektorerna innehade således befattningen som rektor flera gånger.

- 1640–1641 Eskil Petraeus, professor i teologi
- 1641–1642 Mikael Wexionius, professor i historia och statsvetenskap
- 1642–1643 Sven Vigelius, professor i teologi
- 1643–1644 Erik Achrelius, professor i medicin och anatomi
- 1644–1645 Simon Kexlerus, professor i matematik
- 1645–1646 Johannes Elai Terserus, professor i teologi
- 1646–1647 Martin Stodius, professor i grekiska och hebreiska
- 1647–1648 Georg Alanus, professor i fysik och botanik
- 1648–1649 Nils Nycopensis, professor i logik och poesi
- 1649–1650 Eskil Petraeus
- 1650–1651 Erik Achrelius
- 1651–1652 Martin Stodius
- 1652–1653 Georg Alanus
- 1653–1654 Mikael Wexionius
- 1654–1655 Mikael Wexionius
- 1655–1656 Simon Kexlerus
- 1656–1657 Nils Nycopensis
- 1657–1658 Abraham Thauvonius, professor i fysik och botanik
- 1658–1659 Martin Stodius
- 1659–1660 Petrus Bergius
- 1660–1661 Olof Wexionius
- 1661–1662 Enevald Svenonius
- 1662–1664 Anders Thuronius
- 1664–1665 Axel Kempe
- 1665–1666 Abraham Thauvonius
- 1666–1667 Simon Kexlerus
- 1667–1668 Olof Wexionius
- 1668–1669 Enevald Svenonius
- 1669–1670 Petrus Bergius
- 1670–1671 Petrus Bång
- 1671–1672 Martin Miltopaeus
- 1672–1673 Nils Tunander
- 1673–1674 Jakob Flachsenius
- 1674–1675 Anders Petraeus
- 1675–1676 Axel Kempe
- 1676–1677 Elias Tillandz
- 1677–1678 Petter Laurbecchius
- 1678–1679 Enevald Svenonius
- 1679–1680 Johan Flachsenius
- 1680–1681 Johannes Gezelius d.y.
- 1681–1682 Erik Falander
- 1682–1683 Jakob Flachsenius
- 1683–1684 Elias Tillandz
- 1684–1685 Petter Laurbecchius
- 1685–1686 Enevald Svenonius
- 1686–1687 Johan Flachsenius
- 1687–1688 Daniel Achrelius
- 1688–1689 Simon Tolpo
- 1689–1690 Anders Wanochius
- 1690–1691 Petter Hahn
- 1691–1692 Jakob Flachsenius
- 1692–1693 Jakob Swederus
- 1693–1694 David Lund
- 1694–1695 Petter Laurbecchius
- 1695–1696 Johan Flachsenius
- 1696–1697 Lars Braun
- 1697–1698 Magnus Steen, prorektor Lars Braun
- 1698–1699 Torsten Rudeen
- 1699–1700 Kristiern Alander
- 1700–1701 Johan Munster
- 1701–1702 Isak Pihlman
- 1702–1703 Lars Tammelin
- 1703–1704 Johan Flachsenius
- 1704–1705 Matthias Swederus
- 1705–1706 Petter Hahn
- 1706–1707 Simon Hahn
- 1707–1708 Per Hielm
- 1708–1709 Johan Munster
- 1709–1710 Lars Tammelin
- 1710–1711 Gabriel Juslenius
- 1711–1712 Israel Nesselius
- 1712–1713 Anders Pryss
- 1713 Ingemund Bröms
- 1714–1722 Anders Pryss, prorektor under Stora ofreden
- 1722–1724 Herman Ross
- 1724–1725 Samuel Schulteen
- 1725–1726 Klas Ekeblad, rector illustris
- 1726–1727 Anders Pryss
- 1727–1728 Jonas Fahlenius
- 1728–1729 Johan Thorwöste
- 1729–1730 Daniel Juslenius
- 1730–1731 Algot Scarin
- 1731–1732 Johan Haartman
- 1732–1733 Nils Hasselbom
- 1733–1734 Isak Björklund
- 1734–1735 Henrik Hassel
- 1735–1736 Anders Bergius
- 1736–1737 Samuel Schulteen
- 1737–1738 Herman Diedrich Spöring
- 1738–1739 Anders Pryss
- 1739–1740 Isaac Björklund
- 1740–1741 Algoth Scarin
- 1741 Petter Filenius
- 1742 Lilla ofreden
- 1743–1744 Nils Hasselbom
- 1745–1746 Johan Browallius
- 1746–1747 Herman Diedrich Spöring
- 1747–1748 Johan Browallius
- 1748–1749 Algoth Scarin
- 1749–1750 Samuel Pryss
- 1750–1751 Olof Pryss
- 1751–1752 Henrik Hassel
- 1752–1753 Johan Tillander
- 1753–1754 Karl Fredrik Mennander
- 1754–1755 Carl Mesterton
- 1755–1756 Karl Abraham Clewberg
- 1756–1757 Pehr Kalm
- 1757–1758 Jakob Gadolin
- 1758–1759 Samuel Pryss
- 1759–1760 Olof Pryss
- 1760–1761 Johan Leche
- 1761–1762 Johan Tillander
- 1762–1763 Henrik Hassel
- 1763–1764 Jakob Gadolin
- 1764–1765 Karl Mesterton
- 1765–1766 Pehr Kalm
- 1766–1767 Isak Ross
- 1767–1768 Martin Johan Wallenius
- 1768–1769 Pehr Adrian Gadd
- 1769–1770 Johan Bilmark
- 1770–1771 Anders Planman
- 1771–1772 Henrik Hassel
- 1772–1773 Pehr Kalm
- 1773–1774 Jakob Gadolin
- 1774–1775 Pehr Adrian Gadd
- 1775–1776 Jakob Haartman
- 1776–1777 Wilhelm Robert Nääf
- 1777–1778 Johan Bilmark
- 1778–1779 Anders Planman
- 1779–1780 Lars Lefrén
- 1780–1781 Jakob Gadolin
- 1781–1782 Matthias Calonius
- 1782–1783 Pehr Adrian Gadd
- 1783–1784 Johan Bilmark
- 1784–1785 Lars Lefrén
- 1785–1786 Anders Planman
- 1786–1787 Henrik Gabriel Porthan
- 1787–1788 Olof Schalberg
- 1788–1789 Salomon Kreander
- 1789–1790 Karl Nilklas Hellenius
- 1790–1791 Johan Henrik Lindqvist
- 1791–1792 Gabriel Bonsdorff
- 1792–1793 Pehr Malmström
- 1793–1794 Kristian Cavander
- 1794–1795 Gabriel Erik Haartman
- 1795–1796 Johan Bilmark
- 1796–1797 Lars Lefrén
- 1797–1798 Lars Bonsdorff
- 1798–1799 Henrik Gabriel Porthan
- 1799–1800 Jakob Tengström
- 1800–1801 Matthias Calonius
- 1801–1802 Olof Schalberg
- 1802–1803 Karl Niklas Hellenius
- 1803–1804 Johan Gadolin
- 1804–1805 Gustaf Gadolin
- 1805–1806 Anders Johan Mether
- 1806–1807 Gustaf Gabriel Hällström
- 1807–1808 Matthias Calonius

Rektorerna för Kejserliga Akademien i Åbo 1809–1927 saknas i listan.

## Alumner
- 1663–1668 Johannes Palmberg
- 1705–1712 Johan Kyander

## Nationer vid Kungliga akademien
Från 1643
- Nerikes nation
- Nordfinska nationen
- Nylands nation
- Smålands nation
- Söderfinska nationen
- Södermanlands nation
- Uplands nation
- Västergötland och Värmlands nation
- Västmanlands och Dala nation
- Åbo nation
- Ålands nation
- Österbottniska nationen
- Östergötland och Helsinge nation

Från 1653 tillkommer
- Satakunda nation
- Savolax nation
- Tavastehus nation
- Viborgska nationen

År 1800 finns
- Borealiska nationen
- Nylands nation
- Satakunda nation
- Sveagotiska nationen
- Tavastehus nation
- Viborgska nationen
- Åbo nation
- Österbottniska nationen

## Publikationer om Kungliga Akademien i Åbo
- Gustaf Heinricius (1911), Skildringar från Åbo akademi 1808–1828 / G. Heinricius, Skrifter utgivna av Svenska litteratursällskapet i Finland, Helsingfors, Wikidata Q113396182, ISSN 0039-6842, https://urn.fi/urn:NBN:fi-fd2019-00022138
- John Strömberg (1996), Studenter, nationer och universitet : studenternas härkomst och levnadsbanor vid Akademin i Åbo 1640–1808 / John Strömberg, Skrifter utgivna av Svenska litteratursällskapet i Finland, Helsingfors, Wikidata Q113529952, ISSN 0039-6842, https://urn.fi/urn:NBN:fi-fd2019-00022290

### Per Brahe och Åbo Akademi
- Carl Magnus Schybergson (1915), Per Brahe och Åbo akademi. I / Carl Magnus Schubergson, Skrifter utgivna av Svenska litteratursällskapet i Finland, Helsingfors, Wikidata Q113396234, ISSN 0039-6842, https://urn.fi/urn:NBN:fi-fd2019-00022183
- Carl Magnus Schybergson (1940), Per Brahe och Åbo akademi. II / av Carl Magnus Schybergson, Skrifter utgivna av Svenska litteratursällskapet i Finland, Helsingfors, Wikidata Q113524560, ISSN 0039-6842, https://urn.fi/urn:NBN:fi-fd2019-00022734
- Per Brahe den yngre; Carl Magnus Schybergson (1922), Per Brahes brevväxling rörande Åbo akademi. 1 Per Brahes brev / [Per Brahe] ; utgivna av Carl Magnus Schybergson, Skrifter utgivna av Svenska litteratursällskapet i Finland, Helsingfors, Wikidata Q113518949, ISSN 0039-6842, https://urn.fi/urn:NBN:fi-fd2019-00022162
- Per Brahe den yngre; Carl Magnus Schybergson (1932), Per Brahes brevväxling rörande Åbo akademi. 2, Brev till Per Brahe / [Per Brahe] ; utg. av Carl Magnus Schybergson, Skrifter utgivna av Svenska litteratursällskapet i Finland, Helsingfors, Wikidata Q113519043, ISSN 0039-6842, https://urn.fi/urn:NBN:fi-fd2019-00022296
- Per Brahe den yngre; Carl Magnus Schybergson (1938), Per Brahes brevväxling rörande Åbo akademi. 2:2, Brev till Per Brahe : 1662-1680 / [Per Brahe] ; utg. av Carl Magnus Schybergson, Skrifter utgivna av Svenska litteratursällskapet i Finland, Helsingfors, Wikidata Q113519087, ISSN 0039-6842, https://urn.fi/urn:NBN:fi-fd2019-00022147

### Lärdomshistoria
- Wilhelm Fagerlund; Robert Tigerstedt (1890), Åbo universitets lärdomshistoria. 1, Medicinen / L. W. Fagerlund. Medicinens studium vid Åbo universitet / Robert Tigerstedt, Skrifter utgivna av Svenska litteratursällskapet i Finland, Helsingfors, Wikidata Q113383177, ISSN 0039-6842, https://digi.kansalliskirjasto.fi/teos/binding/2105435
- Axel Wilhelm Liljenstrand (1890), Åbo universitets lärdomshistoria. 2, Juridiken / Axel Liljenstrand, Skrifter utgivna av Svenska litteratursällskapet i Finland, Helsingfors, Wikidata Q113383178, ISSN 0039-6842, https://urn.fi/urn:NBN:fi-fd2019-00022018
- Magnus Gottfrid Schybergson (1891), Åbo universitets lärdomshistoria. 3, Historien : historiens studium vid Åbo universitet / M. G. Schybergson, Skrifter utgivna av Svenska litteratursällskapet i Finland, Helsingfors, Wikidata Q113383180, ISSN 0039-6842, https://urn.fi/urn:NBN:fi-fd2019-00022041
- Herman Råbergh (1893), Åbo universitets lärdomshistoria. 4, Förra delen, Teologin : teologins historia vid Åbo universitet : 1640–1713 / Herman Råbergh, Skrifter utgivna av Svenska litteratursällskapet i Finland, Helsingfors, Wikidata Q113384728, ISSN 0039-6842, https://urn.fi/urn:NBN:fi-fd2019-00022353
- Ivar Heikel (1894), Åbo universitets lärdomshistoria. 5, Filologin : filologins studium vid Åbo universitet / I. A. Heikel, Skrifter utgivna av Svenska litteratursällskapet i Finland, Helsingfors, Wikidata Q113384732, ISSN 0039-6842, https://urn.fi/urn:NBN:fi-fd2019-00022131
- Otto Hjelt (1896), Åbo universitets lärodomshistoria. 6, Naturalhistorien : Naturalhistoriens studium vid Åbo universitet / Otto E. A. Hjelt, Skrifter utgivna av Svenska litteratursällskapet i Finland, Helsingfors, Wikidata Q113384738, ISSN 0039-6842, https://urn.fi/urn:NBN:fi-fd2019-00022038
- Karl Fredrik Slotte (1898), Åbo universitets lärodomshistoria. 7, Matematiken och fysiken : matematikens och fysikens studium vid Åbo universitet / K. F. Slotte, Skrifter utgivna av Svenska litteratursällskapet i Finland, Helsingfors, Wikidata Q113384743, ISSN 0039-6842, https://urn.fi/urn:NBN:fi-fd2019-00022132
- Robert Tigerstedt (1899), Åbo universitets lärodomshistoria. 8, Kemien : kemiens studium vid Åbo universitet / Robert Tigerstedt, Skrifter utgivna av Svenska litteratursällskapet i Finland, Helsingfors, Wikidata Q113393916, ISSN 0039-6842, https://urn.fi/urn:NBN:fi-fd2019-00022039
- Herman Råbergh (1901), Åbo universitetets lärdomhistoria : 9, Teologin II / Herman Råbergh. Teologins historia vid Åbo universitet : senare delen, Skrifter utgivna av Svenska litteratursällskapet i Finland, Helsingfors, Wikidata Q113393923, ISSN 0039-6842, https://urn.fi/urn:NBN:fi-fd2019-00022040
- Thiodolf Rein (1908), Åbo universitets lärdomshistoria. 10, Filosofin : filosofins studium vid Åbo universitet / af Th. Rein, Skrifter utgivna av Svenska litteratursällskapet i Finland, Helsingfors, Wikidata Q113394139, ISSN 0039-6842, https://urn.fi/urn:NBN:fi-fd2019-00022019

### Studentmatriklar
- Wilhelm Lagus (1889), Album studiosorum Academiæ Aboensis MDCXL-MDCCCXXVIII : Åbo akademis studentmatrikel. H. 1-2 / ånyo upprättad af Wilh. Lagus, Skrifter utgivna av Svenska litteratursällskapet i Finland, Helsingfors, Wikidata Q113383038, ISSN 0039-6842, https://urn.fi/urn:NBN:fi-fd2019-00022306
- Wilhelm Lagus (1891), Album studiosorum Academiæ Aboensis MDCXL-MDCCCXXVIII Åbo akademis studentmatrikel. 1, 3 / ånyo upprättad af Wilh. Lagus, Skrifter utgivna av Svenska litteratursällskapet i Finland, Helsingfors, Wikidata Q113383039, ISSN 0039-6842, https://urn.fi/urn:NBN:fi-fd2019-00022276
- Wilhelm Lagus (1892), Album studiosorum Academiae Aboensis MDCXL–MDCCCXXVII = Åbo akademis studentmatrikel. [4-6], Senare afdelningen 1740–1827 / å nyo upprättad af Vilh. Lagus, Skrifter utgivna av Svenska litteratursällskapet i Finland, Helsingfors, Wikidata Q113383040, ISSN 0039-6842, https://urn.fi/urn:NBN:fi-fd2019-00022217
- Wilhelm Lagus (1906), Album Studiosorum Academiæ Aboensis MDCXL-MDCCCXXVII : Åbo akademis studentmatrikel å nyo upprättad : supplement / Vilh. Lagus, Skrifter utgivna av Svenska litteratursällskapet i Finland, Helsingfors, Wikidata Q113383042, ISSN 0039-6842, https://urn.fi/urn:NBN:fi-fd2019-00022196